# 최경록 (축구 선수)
최경록(1995년 3월 15일 ~ )는 대한민국의 축구 선수로 현재 광주 FC에서 공격형 미드필더로 활동 중이며 2014년부터 2023년까지 독일 무대에서 활약했다.

## 클럽 경력

### 프로 입단 전
1995년 3월 15일 서울에서 태어나 서울신용산초등학교, 용강중학교, 풍생고등학교를 거쳐 아주대학교에 진학했다.

### FC 장크트파울리
아주대학교에 진학한지 얼마 안되어 대학을 중퇴한 뒤 독일로 날아가 2013년 6월 FC 장크트파울리 유스팀과 계약을 맺은 후 2013-14 시즌 유스팀에서 19경기 9골 6어시스트로 맹활약했고 결국 이는 프로팀 계약으로까지 이어졌다.
레기오날리가 노르트의 FC 장크트파울리 리저브팀에서 활약하던 중 포르투나 뒤셀도르프와의 2014-15 시즌 2. 분데스리가 27라운드를 앞두고 1군에 전격 호출되어 이 경기에서 1군 무대 데뷔전을 치러 3개의 공격포인트(2골 1어시스트)를 기록하며 4-0 대승에 기여했다.
그 후 2017-18 시즌까지 리저브팀에서는 41경기 10골, 1군에서는 45경기 4골을 기록하며 1군팀의 2015-16 2. 분데스리가 4위의 성적에 일조했지만 2017-18 시즌에서는 팀내 입지가 크게 흔들리면서 결국 이 시즌을 끝으로 장크트파울리와 결별 수순을 밟았다.

### 카를스루에 SC
2018-19 시즌을 앞두고 3. 리가의 카를스루에 SC로 이적하여 2022-23 시즌까지 공식전 98경기 16골이라는 개인 커리어 최다 출전과 득점을 기록하며 2018-19 시즌 3. 리가 준우승, 2018-19 시즌 바덴컵 우승 등에 기여했고 2019-20 시즌에는 십자인대 파열이라는 큰 부상으로 공식전 8경기에서 멈춰섰지만 5시즌동안 팀의 준주전급으로 꾸준한 활약을 이어나갔다.

### 광주 FC
2022-23 시즌을 끝으로 10년간의 독일 생활을 정리한 뒤 2024 시즌을 앞둔 2024년 1월 15일 K리그1 광주 FC 입단을 공식적으로 확정지으며 프로 데뷔 이후 처음으로 국내 리그 입성에 성공했다.

## 수상 내역

### 클럽
FC 장크트파울리
- 2. 분데스리가 : 4위 (2015-16)

 카를스루에 SC
- 3. 리가 : 준우승 (2018-19)
- 바덴컵 : 우승 (2018-19)